# Бандера-Давидюк, Владимира Андреевна
Владими́ра Андре́евна Банде́ра-Давидю́к (укр. Володимира Андріївна Бандера-Давидюк, 10 марта 1913, Старый Угринов — 11 августа 2001, Стрый) — украинская общественно-культурная деятельница, участница национально-освободительного движения. Дочь священника Андрея Бандеры, сестра Степана Бандеры.
Была четвёртым ребёнком. После смерти матери Владимиру воспитывала её тетя, родная сестра матери Екатерина Антоновна. В мае-сентябре 1919 года находилась на Тернопольщине. Училась в Стрыйской гимназии, окончила семилетку. В 1932 году окончила польскую гимназию «Люкс» в городе Стрый. В 1933 году вышла замуж за священника Теодора Давидюка, вместе с мужем воспитывала шестерых детей. 23 марта 1946 арестована в Бориславе вместе с мужем, который возглавлял Калушский уездный отдел ОУН. Осуждена 7 сентября 1946 года на 10 лет исправительно-трудовых лагерей в Красноярском крае и Казахстане и на 5 лет лишения прав с конфискацией имущества. Пока супруги отбывали наказание, дети содержались в детских домах. Теодор Давидюк погиб в лагерях, а Владимира Андреевна в 1956 году вернулась в УССР к дочери Мирославе в село Казаковка и проживала там до 1995 года. Умерла в городе Стрый в августе 2001 года в возрасте 88 лет.